# Borough di Denali
Il borough di Denali, in inglese Denali Borough, è un borough dello stato dell'Alaska, negli Stati Uniti. La popolazione al censimento del 2000 era di 1.893 abitanti. Il capoluogo è Healy.

## Geografia fisica
Il borough si trova nella parte centrale dello stato. Lo United States Census Bureau certifica che la sua estensione è di 33.087 km², di cui 65 km² coperti da acque interne.

### Suddivisioni confinanti
- Census Area di Yukon-Koyukuk - nord-ovest
- Borough di Fairbanks North Star - nord-est
- Census Area di Southeast Fairbanks - est
- Borough di Matanuska-Susitna - sud

## Centri abitati
Nel borough di Denali vi sono 1 comune (city) e 4 census-designated place.

### Comuni
- Anderson

### Census-designated place
- Cantwell
- Ferry
- Healy
- McKinley Park